# Saint-Martin-de-Lamps
Saint-Martin-de-Lamps – miejscowość i dawna gmina we Francji, w Regionie Centralnym, w departamencie Indre. W 2013 roku populacja gminy wynosiła 170 mieszkańców. 
1 stycznia 2016 roku połączono dwie wcześniejsze gminy: Levroux oraz Saint-Martin-de-Lamps. Siedzibą gminy została miejscowość Levroux, a nowa gmina przyjęła jej nazwę. 